# Lady Eve
Lady Eve (ang. The Lady Eve) – amerykański film z 1941 roku w reżyserii Prestona Sturgesa. W 2000 roku Amerykański Instytut Filmowy umieścił ten film na 55 miejscu listy 100 najśmieszniejszych amerykańskich filmów wszech czasów, zaś w 2002 roku na 26. miejscu listy 100 najlepszych amerykańskich melodramatów wszech czasów.

## Obsada
- Barbara Stanwyck jako Jean Harrington (Lady Eve Sidwich)
- Henry Fonda jako Charles Poncefort Pike (Hopsie)
- Charles Coburn jako "pułkownik" Harrington
- Eugene Pallette jako Horace Pike
- William Demarest jako Muggsy (Ambrose Murgatroyd)
- Eric Blore jako Sir Alfred McGlennan Keith
- Melville Cooper jako Gerald
- Janet Beecher jako Janet Pike
- Martha O'Driscoll jako Martha, pokojówka Pike'a
- Robert Greig jako Burrows, lokaj Pike'a
- Dora Clement jako Gertrude
- Luis Alberni jako Emile

## Nagrody i nominacje
| Nazwa nagrody | Wygrane       | Nominacje                                                         |
| ------------- | ------------- | ----------------------------------------------------------------- |
| Oscar         | bez rezultatu | 1942 Najlepsze oryginalne materiały do scenariusza Monckton Hoffe |